# 호시카와역 (미에현)
호시카와역(일본어: 星川駅)은 일본 미에현 구와나시에 위치한 산기 철도 호쿠세이 선의 철도역이다. 단선 승강장 1면 1선의 구조를 갖춘 지상역이다.

## 이용 현황
| 연도 | 승차 인원 |
| ---- | --------- |
| 2005 | 478       |
| 2006 | 529       |
| 2007 | 589       |
| 2008 | 614       |
| 2009 | 593       |
| 2010 | 622       |
| 2011 | 674       |
| 2012 | 678       |
| 2013 | 724       |
| 2014 | 732       |
| 2015 | 773       |
| 2016 | 792       |

## 역 주변
- 쓰다 가쿠엔 중 · 고등학교

## 역사
- 1914년 4월 5일 : 호쿠세이 철도의 역으로서 개업. (1대째)
- 1916년 5월 10일 : 호시카와 역 폐지.
- 1927년 9월 8일 : 호시카와 역이 화물역으로서 개업 신고 (2대째).
- 1932년 11월 1일 : 호시카와 역 여객 영업 개시.
- 1934년 6월 27일 : 사명 변경에 의해 호쿠세이 전기 철도의 역이 됨.
- 1944년
  - 2월 11일 : 회사 합병에 의해, 미에 교통의 역이 됨.
  - 7월 1일 : 호시카와 역 영업 중단.
- 1964년 2월 1일 : 사업 양도에 의해 미에 전기 철도의 역이 됨.
- 1965년 4월 1일 : 긴키 닛폰 철도가 미에 전기 철도를 합병해 긴테쓰 호쿠세이 선의 역이 됨.
- 1969년 5월 15일 : 호시카와 역 폐지.
- 2005년
  - 3월 17일 : 신설 호시카와 역이, 미에현이 정한 「미에현 누구나 살기 좋은 복지 도시 조성 추진 요강」「미에현 배리어 프리 도시 조성 추진 조례」정비 기준에 근거하고 있음을 나타내는 적합 교부 시설이 됨.
  - 3월 26일 : 산기 철도에 의해 사카이바시 역이 폐지해, 약 500m 서쪽에 호시카와 역 (3대째) 개업. 시간대가 철도 이용자용 무료 주차장으로 되어 있음.

| 평일          | 토요일       | 일 · 공휴일  |
| ------------- | ------------ | ------------ |
| 6:30 ~ 10:00  | 8:00 ~ 17:00 | 9:00 ~ 17:00 |
| 15:00 ~ 20:30 |              |              |

- - 6월 1일 : 역사 내에 자동 발권기 · 자동 정산기 · 자동 개찰기가 설치되어, 도인 역으로부터의 원격제어에 의한 영업이 개시됨.
- 2007년
  - 4월 1일 : 유인 시간대가 변경됨.

| 평일          | 토 · 일 · 공휴일 |
| ------------- | ---------------- |
| 7:00 ~ 10:00  | 8:00 ~ 17:00     |
| 14:30 ~ 20:00 |                  |

- - 6월 1일 : 설치한 역 앞 무료 주차장 북쪽의 슈퍼 주차장의 일부가 철도 이용자 용 무료 주차장으로 변경되어, 합계 40대가 주차 가능하게 됨.
- 2008년 3월 24일 : 유인 시간대가 변경됨.

| 평일         | 토 · 일 · 공휴일 |
| ------------ | ---------------- |
| 7:00 ~ 20:00 | 8:00 ~ 17:00     |

- 2010년 2월 10일 : 역사 남쪽에 주차장이 33대분, 동쪽에 자전거 무료 거치대가 45분대 신설됨.

## 인접 역
| 산기 철도 호쿠세이 선    | 산기 철도 호쿠세이 선 | 산기 철도 호쿠세이 선 |
| ------------------------ | --------------------- | --------------------- |
| 아리요시 니시쿠와나 방면 | ■ 호쿠세이 선         | 나나와 아게키 방면    |